# Английская колонизация Ирландии

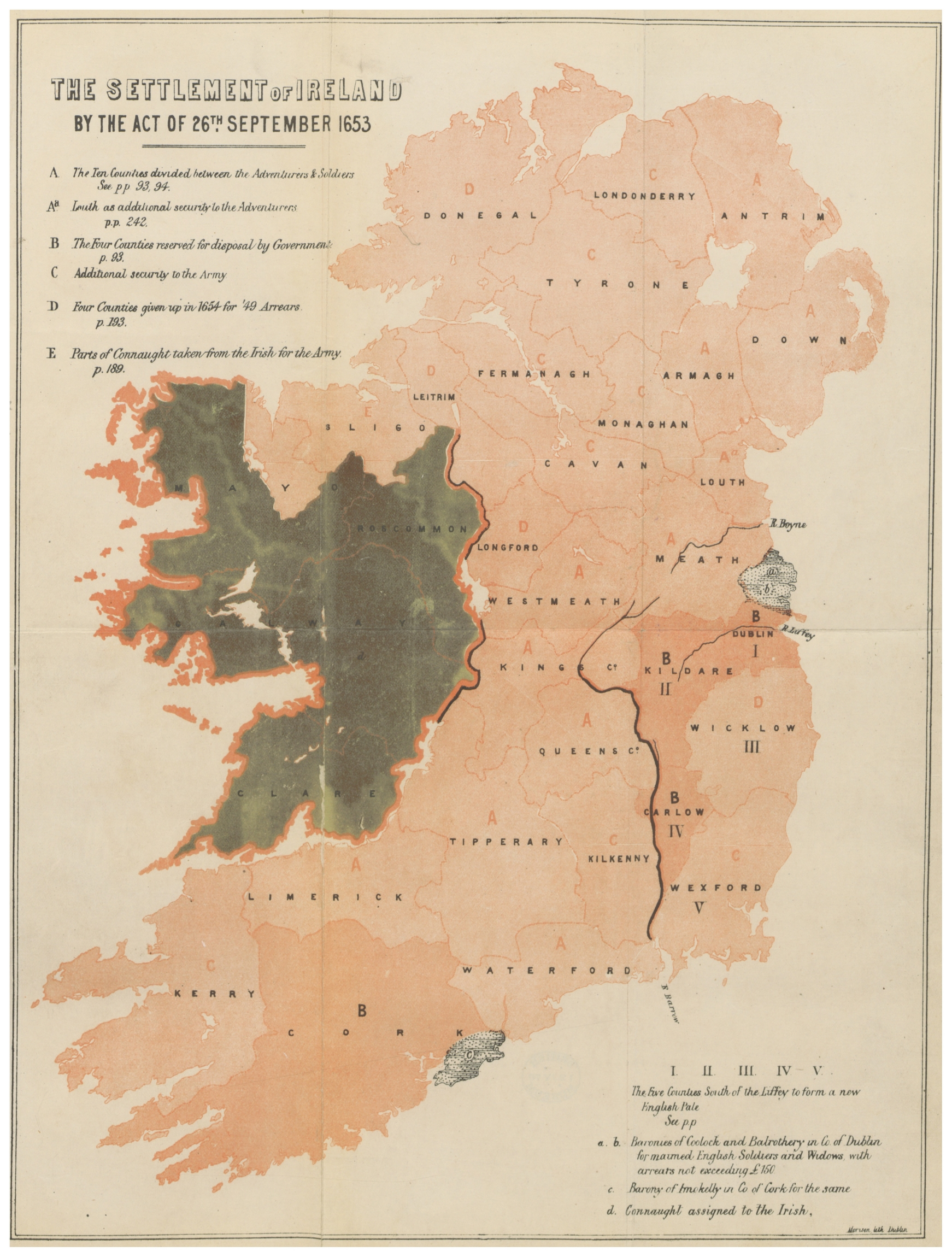
Коннахт, в который подлежали депортации ирландские замлевладельцы по акту от 26 сентября 1653 года, на карте Ирландии

Английская колонизация Ирландии (англ. Plantations of Ireland) происходила в XVI и XVII веках. Она сопровождалась конфискацией земли, принадлежавшей ирландцам и передачей её колонистам (англ. planters) из Англии.
Этот процесс начался в царствование Генриха VIII и продолжался при Елизавете I, Якове I и Карле I. Наиболее массовыми были конфискации земель у землевладельцев-ирландцев в Мунстере и Ольстере, которые заселялись колонистами из Англии, Шотландии и Уэльса. Так, во время заселения Ольстера при Якове I во владении ирландцев осталось только 10 % земель, за которые они были обязаны платить двойную ренту новым колонистам.
Оливер Кромвель, покоривший Ирландию во главе парламентского войска, считал всех ирландских католиков ответственными за восстание 1641 года. Долгий парламент утвердил конфискацию ирландских земель «актом о поселениях» в 1652 году, согласно которому даже ирландцы, не выступавшие с оружием против британского парламента, лишались большей части своих земель. По Акту о заселении Ирландии (1652 год) ирландские замлевладельцы подлежали депортации в течение двух лет в область Коннахт на западе Ирландии. Не переселившихся к 1 мая 1654 года ждала смертная казнь (хотя на практике лишь малая часть населения была депортирована или казнена). 12 тысяч жителей острова, включая женщин и детей, были депортированы в английские колонии в Вест-Индии или в Северной Америке и обращены там в «белых рабов».
С 1691 года был принят ряд законов, которые лишили католиков и протестантов, не принадлежащих к Англиканской церкви, свободы вероисповедания, права на образование, на голос и на государственную службу.
Колонизация продолжалась и в XVIII веке. Этот процесс существенно изменил этнический состав населения Ирландии, увеличился процент англичан и шотландцев-протестантов. В Ирландии был создан протестантский правящий класс, британское правительство установило полный контроль над островом.
В 1719 году британский парламент принял Деклараторный акт, передававший права на апелляцию от Ирландской палаты лордов в ведение британской Палаты лордов. В 1751 году Ирландской палате общин было отказано в праве распоряжаться налоговыми поступлениями. В 1801 году парламент Ирландии был ликвидирован.
Малоземельность ирландских крестьян стала причиной голода, поразившего Ирландию в 1740-х годах, а также столетием позже, в 1845—1849 годах, когда погибло полтора миллиона ирландцев и началась массовая эмиграция, главным образом в США.